# Били Целески
Били Целески (14. јул 1985) аустралијски је фудбалер.

## Репрезентација
За репрезентацију Аустралије дебитовао је 2009. године.

## Статистика
| Аустралија | Аустралија | Аустралија |
| Год.       | Ута.       | Гол.       |
| ---------- | ---------- | ---------- |
| 2009       | 1          | 0          |
| Укупно     | 1          | 0          |